# Fuze
«Взрыватель» (англ. Fuze) — предстоящий американский фильм-ограбление режиссёра Дэвида Маккензи по сценарию Бена Хопкинса. В фильме снимутся Аарон Тейлор-Джонсон, Тео Джеймс, Сэм Уортингтон и Гугу Мбата-Роу.

## Сюжет
На строительной площадке в Лондоне обнаружена неразорвавшаяся бомба времён Второй мировой войны. Хаос последующей эвакуации и обезвреживания бомбы становится отличным прикрытием для ограбления близлежащего банка.

## В ролях
- Аарон Тейлор-Джонсон
- Тео Джеймс
- Сэм Уортингтон
- Гугу Мбата-Роу
- Эльхам Эхсас
- Онор Суинтон-Бирн

## Производство
Сценарий фильма, написанный Беном Хопкинсом, был презентован на Берлинском кинофестивале 2024 года. В качестве режиссёра был назван Дэвид Маккензи, а одну из главных ролей планировалось отдать Аарону Тейлор-Джонсону. В мае 2024 года к актёрскому составу присоединился Тео Джеймс, в июле — Сэм Уортингтон, Гугу Мбата-Роу, Эльхам Эхсас и Онор Суинтон-Бирн.
Съёмки фильма начались 9 июля 2024 года в Лондоне и на Мальте.